# 大鳞光唇鱼
大鳞光唇鱼（学名：Acrossocheilus ikedai），又稱大鱗石𩼧，为輻鰭魚綱鯉形目鲤科光唇魚屬的鱼类，是中国的特有物种。分布于海南岛昌化江水系等，背鰭軟條8枚、臀鰭軟條8枚，體長可達10.7公分，棲息在河川底中層水域，生活習性不明。该物种的模式产地在海南岛昌化江水系。